# 山梨大学医学部附属病院
山梨大学医学部附属病院（やまなしだいがくいがくぶふぞくびょういん）は、山梨県中央市下河東にある山梨大学附属の大学病院である。

## 概要
1978年、玉穂村（後の玉穂町、現在は中央市）に開設した山梨医科大学の附属病院として1983年に開設。2002年に山梨大学との統合により現在の病院名に改称された。そのため、現在でもかつての「医大」という略称で呼ぶ県民もいる。山梨県唯一の大学病院であり、研修医などの臨床学習の現場としての機能も担っている。
2015年（平成27年）12月26日に入院患者が新病棟に移り、2016年（平成28年）1月から手術などの治療を開始した。

## 部署・施設一覧

### 診療科
- 内科
  - 第一内科（主に消化器系）
  - 第二内科（主に循環器・呼吸器系）
  - 第三内科（主に糖尿・高血圧系）
- 神経内科
- 血液・腫瘍内科
- 小児科
- 精神科
- 皮膚科
- 外科
  - 第一外科（主に消化器系）
  - 第二外科（主に循環器・呼吸器系）
- 整形外科
- 脳神経外科
- 麻酔科
- 産婦人科
- 泌尿器科
- 眼科
- 頭頸部・耳鼻咽喉科
- 放射線科
- 歯科口腔外科

### 中央診療施設
- 検査部
- 手術部
- 放射線部
- 材料部
- 輸血細胞治療部
- 救急部
- 集中治療部
- 新生児集中治療部
- 病理部
- 分娩部
- リハビリテーション部
- 血液浄化療法部
- 光学医療診療部
- 総合診療部
- 臨床研究連携推進部
- MEセンター
- 医療チームセンター
- 生殖医療センター
- 腫瘍センター(外来通院治療センター)
- 肝疾患センター
- 口腔インプラント治療センター
- 遺伝子疾患治療センター
- 循環器救急センター
- リウマチ膠原病センター
- アレルギーセンター
- IVRセンター
- てんかんセンター

### その他
- 病院経営管理部
- 栄養管理部
- 医療の質・安全管理部
- 感染制御部
- 薬剤部
- 看護部
- 医療福祉支援センター
- 卒後臨床教育センター
- 山梨県地域医療支援センター

## 医療機関の指定等
〈下表の出典〉
| 保険医療機関                                             | 労災保険指定医療機関                           |
| 指定自立支援医療機関（更生医療）                         | 指定自立支援医療機関（育成医療）               |
| 指定自立支援医療機関（精神通院医療）                     | 身体障害者福祉法指定医の配置されている医療機関 |
| 精神保健指定医の配置されている医療機関                   | 生活保護法指定医療機関                         |
| 指定養育医療機関                                         | 指定小児慢性特定疾病医療機関                   |
| 難病の患者に対する医療等に関する法律に基づく指定医療機関 | 戦傷病者特別援護法指定医療機関                 |
| 原子爆弾被害者一般疾病医療機関                           | 公害医療機関                                   |
| 母体保護法指定医の配置されている医療機関                 | 特定機能病院                                   |
| 臨床研修病院                                             | 特定行為研修指定研修機関                       |
| 臨床修練病院等                                           | がん診療連携拠点病院等                         |
| エイズ治療拠点病院                                       | 肝疾患診療連携拠点病院                         |
| 特定疾患治療研究事業委託医療機関                         | DPC対象病院                                    |
| 地域周産期母子医療センター                               |                                                |

- 難病診療連携拠点病院[3]
- 公益財団法人日本医療機能評価機構認定病院[4]
- このほか、各種法令による指定・認定病院であるとともに、各学会の認定施設でもある。

## 交通アクセス
- 常永駅より徒歩7分
- 常永駅より山梨交通バス56・58系統「山梨大学医学部附属病院」行きに乗車、終点下車
- 甲府駅3番乗り場より山梨交通バス56・57・58系統「山梨大学医学部附属病院」行きに乗車、終点下車
- 竜王駅より甲斐市民バス「山梨大学医学部附属病院」行きに乗車、終点下車
- 中央自動車道甲府昭和インターチェンジより車で10分